# Dorpsstraat 125 (Nieuwe Niedorp)
De voormalige burgemeesterswoning aan de Dorpsstraat 125 is een monumentaal pand in het Noord-Hollandse Nieuwe Niedorp. Het woonhuis werd op 5 april 2022 ingeschreven als gemeentelijk monument in Hollands Kroon. 

## Geschiedenis
Bernhard van Herwerden gaf opdracht voor de bouw van het woonhuis. Op 12 juli 1911 ging de bouw van start. De schoonzoon van Van Herwerden, Piet Pluister, heeft er 45 jaar gewoond. De heer Pluister was van 1932 tot 1945 burgemeester van Nieuwe Niedorp. Daarna is gemeenteopzichter P.D. Houtkoper eigenaar geweest.